# 蘭茜·威森
蘭茜·威森（Lindsey Wixson；1994年4月11日—），美國超級名模。她是高級時裝品牌：Chanel、Jill Stuart、Miu Miu的代言人。蘭茜上過Numero及i-D等雜誌封面或內頁，也有參與Christian Dior、Versace、Prada等著名時裝及奢侈品的時裝展。